# Dasychira cangia
Dasychira cangia är en fjärilsart som beskrevs av Druce 1887. Dasychira cangia ingår i släktet Dasychira och familjen tofsspinnare. Inga underarter finns listade i Catalogue of Life.